# Великая ложа Испании
Великая ложа Испании (исп. Gran Logia de España) (ВЛИ) — регулярная великая ложа Испании. Она была создана в 1982 году на основе 10 лож Великой национальной ложи Франции в Испании. Великая ложа Испании признаётся Объединённой великой ложей Англии с 1987 года.

## История

### Регулярное масонство в Испании
В 1981 году Великая ложа Испании была создана на основе 10 лож ВНЛФ. До 1981 года, испанское символическое масонство, которое практикуется в первых трёх степенях (ученик, подмастерье, мастер) не было представлено регулярной масонской великой ложей. И только с момента основания Великой ложи Испании регулярное масонство в Испании стало проводить свои работы на основе масонских ландмарок.
Первыми в истории масонства Испании были регулярные ложи основанные иностранцами. В 1728 году первые спекулятивные ложи были основаны герцогом Уортоном — великим мастером Великой ложи Лондона и Вестминстера. Первой была создана в Мадриде ложа «Las Tres Flores de Lis» или «Matritense». Эта ложа находилась под юрисдикцией Великой ложи Англии и входила в число её первых 50 лож. Она была создана для британских граждан проживающих в Испании.
Второй этап развития масонства в Испании связан с Великим востоком Лузитании — португальской масонской организацией. В 1868 году, после легализации масонства в Испании, Великий восток Лузитании становится основателем пятидесяти испанских масонских лож. С 1870 года, в течение нескольких лет, Великий восток Лузитании помогает в получении признания Объединённой великой ложи Англии, поскольку Великий восток Лузитании являлся единственной регулярной и признанной масонской организацией на Пиренейском полуострове. В 1877 году Великий восток Франции, в желании удалить из своих принципов ландмарку о вере в Бога для её членов, разрушил все отношения с испанскими ложами, которые работали по масонским ландмаркам.
В 1937 году масонство в Испании было запрещено.

### Создание Великой ложи Испании
17 июня 1982 года, Луис Салат и великий мастер Великой национальной ложи Франции Жан Монс, провели освящение новой великой ложи в Испании. И уже 2 июля 1982 года, Великая ложа Испании была основана декретом великого мастера ВНЛФ № 656. В создании ВЛИ приняли участие досточтимые мастера 10 испанских лож ВНЛФ. На должность великого мастера Великой ложи Испании был избран Луис Салат. Своим декретом, великий мастер ВНЛФ Жан Монс, передал десять испанских лож под юрисдикцию нового испанского послушания. Эта передача лож была законодательно оформлена 6 ноября 1982 года в Мадриде актом «cermonia». Через несколько месяцев, 19 марта 1983 года состоялся первый конвент ВЛИ.
16 сентября 1987 года Великая ложа Испании была признана Объединённой великой ложей Англии, что сделало ВЛИ представителем в Испании Англо-американского масонства.
В 2001 году, лишённый административных структур, Великий иберийский восток вошёл в состав Великой ложи Испании.

## Принципы и признание
Поскольку Великая ложа Испании соблюдает все принципы регулярного масонства, сформулированные ОВЛА, проводит работы своих лож на основе масонских ландмарок, то она признана регулярной великой ложей в Испании, как ОВЛА, так и многими великими регулярными ложами в мире. ВЛИ требует от членов своих лож и кандидатов веру в Бога и бессмертие души. В каждой ложе во время проведения собраний обязательным является наличие на алтаре Библии, а политические и религиозные дискуссии запрещены. ВЛИ также отказывается признавать женщин в качестве масонов.

### Великая ложа Испании сегодня
В январе 2015 года, Великая ложа Испании объединяла около 2500 масонов в 179 ложах, расположенных в основном в Мадриде и Барселоне. Собрания проходят на испанском, английском и каталонском языках.

### Великие мастера ВЛИ
С момента основания в 1981 году в Великой ложе Испании великими мастерами были:
- 1982—1994: Luis Salat i Gusils
- 1994—2002: Tomás Sarobe Piñeiro
- 2002—2006: Josep Corominas i Busqueta
- 2006—2010: José Carretero Doménech
- 2010-… : Oscar de Alfonso Ortegа

## Уставы в ВЛИ
- Древний и принятый шотландский устав
- Исправленный шотландский устав
- Йоркский устав
- Французский устав
- Ритуал Эмулейшн
- Ритуал Шрёдера

### Организации дополнительных степеней
Для работы в дополнительных масонских градусах ВЛИ установила отношения с Верховным советом ДПШУ для Испании и капитулом Королевской арки. Верховный совет для Испании является членом Конфедерации верховных советов Европы с 3 декабря 2012 года.